# Al-Riyadh
Al-Riyadh (em árabe: نادي الرياض السعودي)  é um clube profissional de futebol da Arábia Saudita baseado em Riade.

## História
O clube foi fundado em 1953 com o nome de "Ahli Al-Riyadh", antes de mudar para "Al-Yamama" e depois para "Al-Riyadh". Atualmente está sediado no oeste de Riad . Eles chegaram à final da Copa do Rei em 1962 e 1978, mas não triunfaram em nenhuma das ocasiões.